# Ketchup
Cet article possède un paronyme, voir SketchUp.
 (août 2009).
Si vous disposez d'ouvrages ou d'articles de référence ou si vous connaissez des sites web de qualité traitant du thème abordé ici, merci de compléter l'article en donnant les références utiles à sa vérifiabilité et en les liant à la section « Notes et références ».

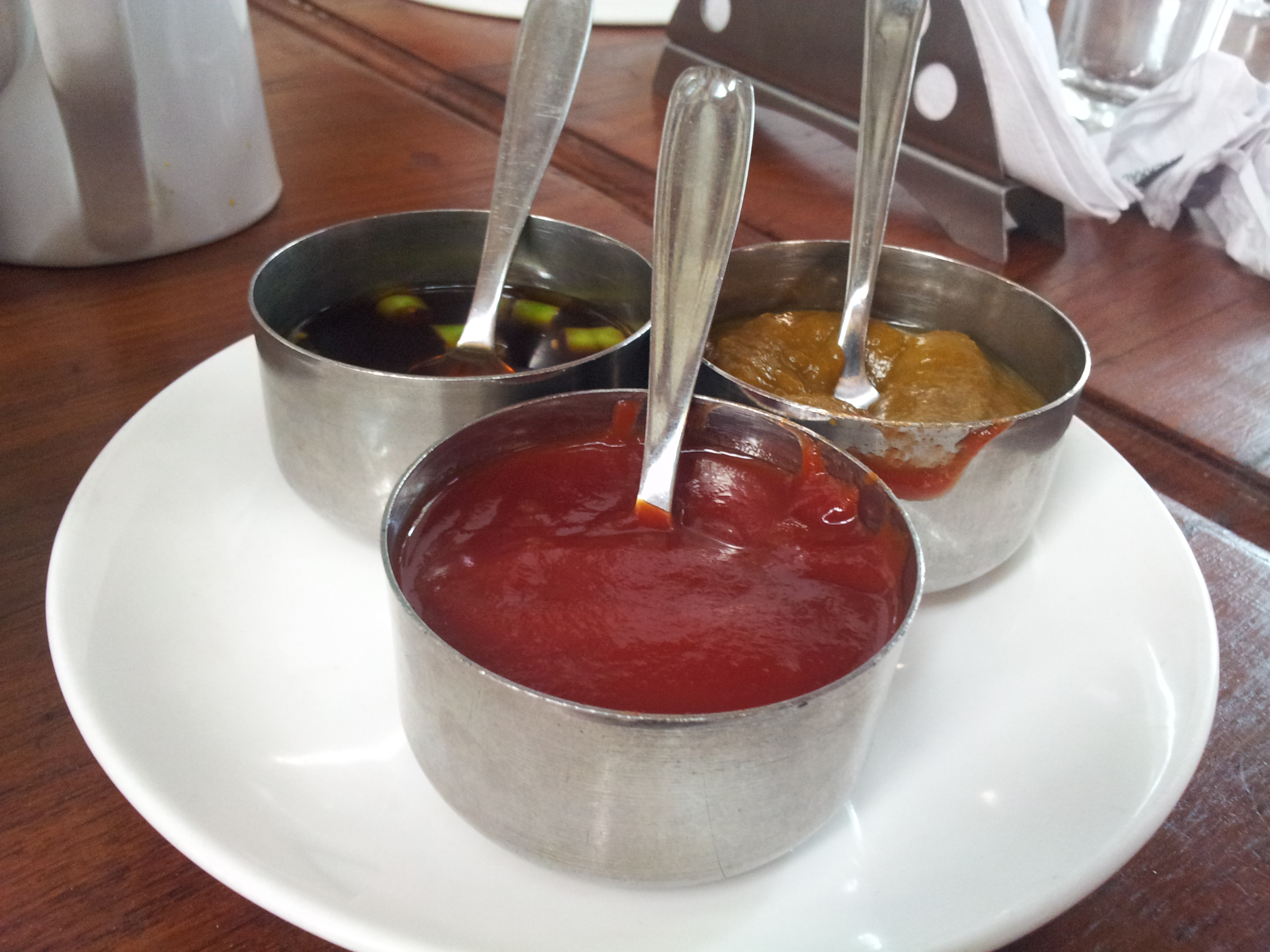
Du ketchup à la tomate (en rouge), accompagné d'autres ketchups.

Le ketchup est un condiment populaire, habituellement élaboré à partir de sauce tomate, de vinaigre et de sucre.

## Étymologie
L'étymologie du mot ketchup est controversée, et plusieurs théories coexistent.
Selon la théorie la plus courante, des marins anglais rapportèrent d'Orient, à la fin du XVIIe siècle, une sauce piquante nommée en hokkien (une langue chinoise) ké-tsiap (鮭汁), sauce de saumure utilisée en assaisonnement, de type nuoc-mâm,.
Au début du XVIIIe siècle, cette sauce arrive sur les tables du peuple Malais (aujourd'hui la Malaisie et Singapour) où les colons anglais l'ont découverte. Elle était désignée sous le terme malais kicap ou kecap (prononcé  [kɛt͡ʃap]). Transformé par les Anglais, ce mot a donné le nom de « ketchup ».
Le terme « catchup » a également été utilisé en 1690 dans le nouveau dictionnaire des termes anciens et modernes du Canting Crew (dictionnaire de cant et d'argot anglais, rédigé par un compilateur connu uniquement sous les initiales B. E.), citant une sauce d’origine indienne.
En France, le mot ketchup apparaît dans le Larousse en 1948.

## Histoire

### Version occidentale
Les Anglais, ou les Américains, qui appréciaient peu le goût fort de la recette, y auraient ajouté des champignons et des échalotes.
Vers 1800, on a inclus de la tomate ; Henry John Heinz, en 1876, ajouta du sucre pour adoucir le goût de la sauce et améliorer la conservation du produit. Ainsi, le ké-tsiap indonésien serait devenu le tomato ketchup occidental.

## Composition

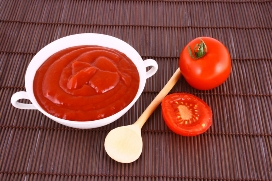
Du ketchup à côté de tomates.

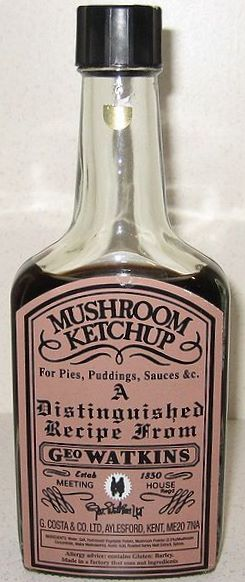
Une bouteille de ketchup aux champignons.

La sauce ketchup moderne est composée de 80 % de tomates, de vinaigre, de sucre, de sel, de piment de la Jamaïque, des clous de girofle, ainsi que de la cannelle (pour le goût américain, mais pas toujours apprécié en Europe). Des oignons, du céleri (pour le goût méditerranéen) et d'autres épices sont fréquemment ajoutés.
Le ketchup est fabriqué à partir de la tomate cultivée Solanum lycopersicum en y ajoutant du sucre.
Le ketchup n'a pas toujours été fabriqué à partir de tomates. Il a débuté comme terme générique pour désigner la sauce, typiquement faite de champignons ou saumure de poissons avec des herbes et des épices. Quelques ingrédients principaux, qui ont perdu de leur popularité depuis, sont venus s'ajouter : l'anchois, l'huître, la langoustine, le haricot nain, le concombre, la canneberge, le citron et le raisin. Aux Philippines, le ketchup est fabriqué non avec des tomates, mais de la banane.
Le marché du ketchup se divise en 2 catégories de qualité différente : 
- les ketchups « conventionnels », réalisés à partir de concentré de tomate de type « hot break » : ils ne contiennent pas d'agents texturants autres que le concentré de tomate lui-même. La marque la plus connue de ce type de ketchup est « Heinz ». Pour obtenir une texture onctueuse et lisse, les fabricants introduisent une étape d'homogénéisation à chaud, qui suit l'étape de pasteurisation ;
- les ketchups « texturés » : ils sont formulés à partir de concentré de tomate de type « cold break » (de goût tomate plus intense mais de viscosité plus faible) auquel on ajoute des texturants divers (amidon modifié, guar, xanthane, caroube).

La plupart des ketchups sont sucrés par ajout de saccharose, la plupart du temps de 15 à 20 g/100 g. Néanmoins, les plus récents développements ont vu apparaître des formules utilisant des sirops de glucose-fructose, du fructose cristallin et même des édulcorants intenses (sucralose, cyclamate).

## Commercialisation

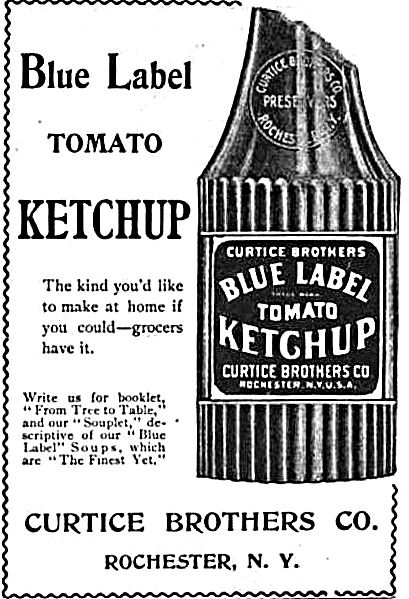
Publicité américaine pour le « Blue Label Tomato Ketchup » de Curtice Brothers (1898).

Les deux principaux distributeurs commerciaux de ketchup aux États-Unis sont H. J. Heinz Company (sous la marque Heinz) et ConAgra (sous la marque Hunt's).
En France, ce sont les fabricants de moutarde et de mayonnaise qui se sont aussi mis à fabriquer du ketchup : Amora, Maille.
Le premier ketchup industriel apparaît en 1876 aux États-Unis.

## Qualités nutritionnelles
La recette dépendant du fabricant, il convient de faire attention à la composition, suivant la marque. Au sein d'une même marque, la recette peut même évoluer au cours du temps.
Comparé aux autres sauces, telle que la mayonnaise qui contient beaucoup de graisse, le ketchup est l'une des sauces les plus équilibrées. La quantité de sucre dans le ketchup peut être tout de même considérée comme élevée.
La composition pour 100 g de matière sèche d'un ketchup de grande marque est de 1 g de protéines, 25 g de glucides et des traces de lipides. Toutefois certaines recettes contiennent beaucoup plus de lipides.
La présence de vinaigre et de beaucoup de sucre, rend normalement inutile l'utilisation de conservateurs additionnels. La couleur de la tomate suffit à colorer le produit ; l'ajout de colorant est aussi superflu. Le produit est conditionné à chaud, assurant l'absence de germes dans le produit avant sa première ouverture.

## Consommation
Cette sauce se consomme telle quelle, à froid ou doucement réchauffée dans un bol (car la sauce est déjà cuite, mais parfois mêlée à des tranches d’oignon ou des câpres et de l’origan) pour éviter de refroidir les plats que la sauce accompagne. Elle se conserve bien (au froid ou en pots stérilisés) grâce à son acidité. Certaines recettes de sauce mélangent ketchup et sauce mayonnaise (mélange préparé au dernier moment, car la mayonnaise se conserve très mal sans ajout de conservateurs et l’émulsion devient très instable). Il existe sur le marché de nombreuses variétés de ketchup déjà préparées mêlant différents aromates et condiments.

## Autres usages
Le ketchup est parfois utilisé, notamment dans les films amateurs, pour imiter une hémorragie. Il a d'ailleurs été une option pour imiter le sang dans le film Psychose (1960) d'Alfred Hitchcock, dans la célèbre scène de la douche, mais c'est du coulis de chocolat qui a été finalement retenu pour sa viscosité, le film ayant été réalisé en noir et blanc.

## Le ketchup comme légume

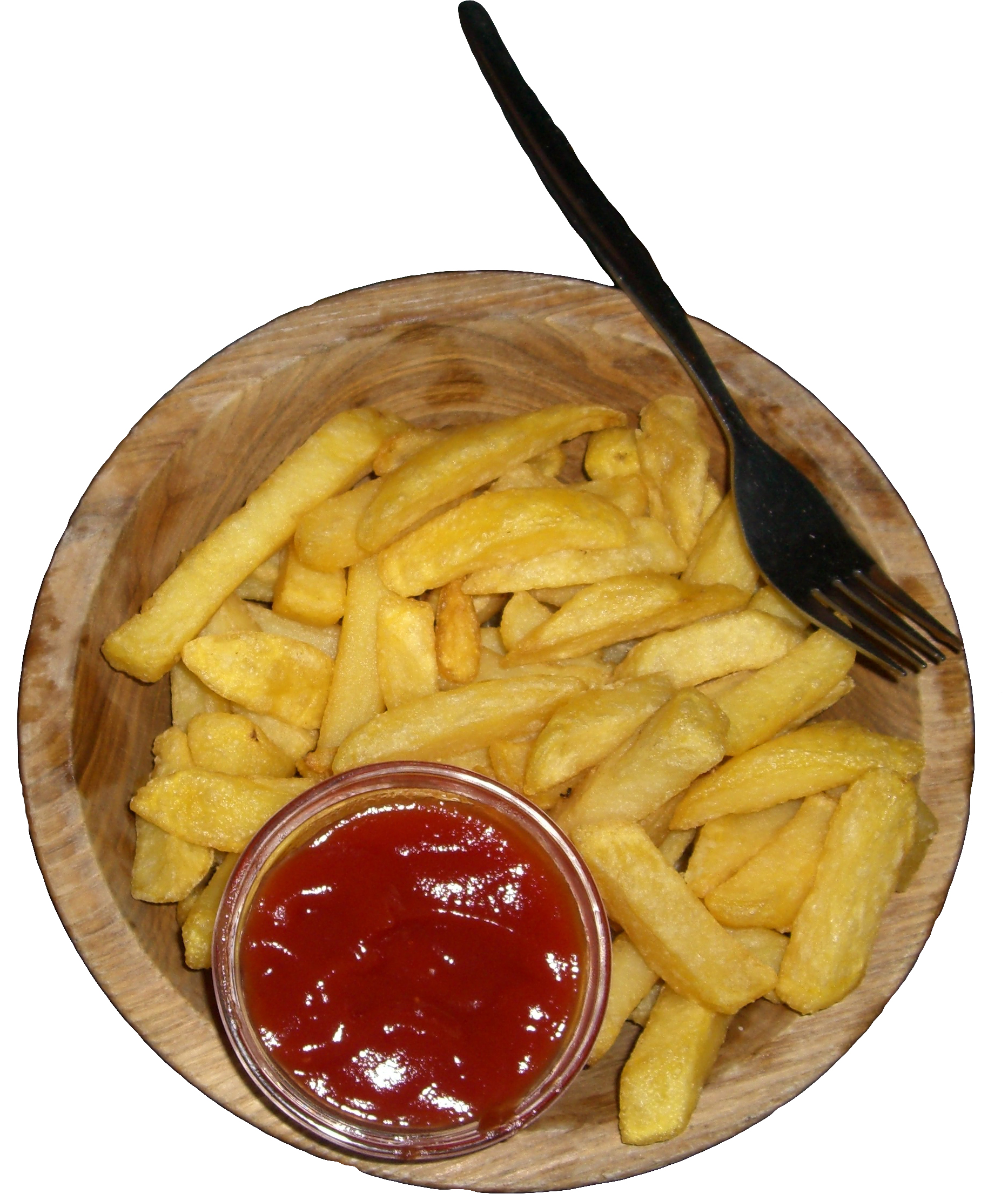
Des frites accompagnées de ketchup.

La polémique du « ketchup comme légume » fait référence à une directive de l'administration pour les produits alimentaires et médicamenteux (« Food and Drug Administration », FDA) du département de l'Agriculture des États-Unis (USDA), au début de la présidence de Ronald Reagan.
En effet, la FDA voulait à cette époque faire passer le ketchup et le relish du statut de « condiment » à celui de « légume », permettant ainsi aux écoles publiques de retirer une portion de légumes frais ou cuits, tout en respectant les exigences nutritionnelles des menus scolaires.

### Histoire
Pour le budget de l'année 1982, l'administration Reagan proposa de réduire les dépenses de 57 milliards de dollars, dont 27 milliards en diminuant le financement des programmes sociaux. Une fois voté, le budget Gramm-Latta (présenté par les parlementaires Phil Gramm et Del Latta (en)) réduisit de 1 milliard de dollars les fonds affectés à la restauration scolaire et chargea l'USDA de trouver une solution pour respecter les exigences nutritionnelles malgré cette baisse. Le 3 septembre 1981, le Secrétaire à l'agriculture proposa de classifier le ketchup et le relish en tant que légumes afin de réaliser des économies sur les menus des cantines.

### Réactions
La proposition provoqua un tollé chez les nutritionnistes et les démocrates. Leur réaction fut d'autant plus vive que le jour de l'annonce de cette mesure, la Maison Blanche dépensa 209 508 dollars pour acheter de la porcelaine et des services de table frappés du sceau présidentiel incrusté d'or.
Médias et commentateurs dénoncèrent une démonstration d'avarice et d'indifférence. L'administration rétorqua que l'objectif était de résoudre le problème du « gaspillage dans les assiettes » en ne servant que ce que les écoliers seraient prêts à manger. Contre l'intérêt du gouvernement, un responsable politique mineur de l'USDA attira encore plus d'attention sur le sujet en déclarant que la formulation de la directive était un exemple du « nouveau fédéralisme » censé redonner le pouvoir aux États et vanté par Reagan lors de la campagne présidentielle de 1980. D'après ce responsable, la décision finale reviendrait donc à chacun des États. Sa mutation le mois suivant laissa penser qu'il avait été évincé pour des raisons politiques.
Le magazine Newsweek illustra un article sur la directive en question par une image présentant une bouteille de ketchup sur laquelle était inscrite « maintenant un légume ». La directive fut également critiquée par des nutritionnistes et des démocrates qui firent réaliser des montages photographiques les montrant en train de manger des repas peu équilibrés correspondant aux nouvelles règles laxistes.
Face à ces réactions, la politique de l'administration Reagan ne fut jamais appliquée.

### Événement similaire
En 2011, le Congrès américain a voté une loi interdisant à l'USDA de modifier ses recommandations nutritionnelles pour l'élaboration des menus de cantine. Les changements proposés par l'USDA auraient entre autres limité la quantité de pommes de terre (et donc de frites) servie par semaine, exigé plus de légumes verts et considéré le concentré de tomates comme une portion de légumes à partir d'une demi-tasse, contrairement à la dose actuelle de 2 cuillères à soupe. La tomate des pizzas est donc toujours considérée comme un légume dans les menus scolaires.
Ce choix a suscité de nombreuses moqueries, les journaux titrant que le Congrès considérait la pizza comme un légume. Il fut également sévèrement critiqué en raison des pressions exercées par des groupes agro-alimentaires tels que ConAgra, perçues comme un coup dur contre les efforts réalisés pour rendre les menus scolaires plus sains.